# Кит, Александр Сергеевич
Александр Сергеевич Кит (Никитин) — (род. 10 июня 1982 года) российский скульптор, член Союза Художников России.

## Биография
В 2002 году закончил СПБХУ им. Н. К. Рериха (кафедра скульптуры). В 2012 году закончил Санкт-Петербургскую художественно-промышленную академию имени А. Л. Штиглица (кафедра архитектурно-декоративной скульптуры).
Живёт и работает в Санкт-Петербурге.
Работы Александра Кита находятся в собрании Государственного Русского Музея и многих частных собраниях. Постоянный̆ участник городских и всероссийских выставок и симпозиумов.
Скульптуры автора можно увидеть в Природном парке «Тарханкутский» (мыс Тарханкут, Крым), Ботаническом саде Петра Великого (Санкт-Петербург), общественном парке «У Невы» (Санкт-Петербург) и на территории петербургского театра «Цехъ».

### Реализованные проекты
- 2022 - Скульптура «Молния», установлена в Карелии, на территории глэмпинга Radostland, необычного отеля между скал, на берегу Ладоги.
- 2020 - Скульптура «Танец птиц». Театр Цех. Санкт-Петербург
- 2019 — Ледовые арт-объекты в Государственном музее городской скульптуры. Санкт — Петербург

- 2015 — Скульптуры «Слон» и «Стая птиц». Ботанический сад Петра Великого. Санкт — Петербург

- 2014 — Скульптура «Конь». Парк на набережной р. Невы. Санкт — Петербург

- 2013 — Скульптура «Мыслитель. Сердце Тарханкута». Мыс Тарханкут. Крым

- 2010 − Серия скульптур. Гостиница Смерекова Хата. Крым

- 2009 − Сад ледяных скульптур. ДХШ им. Б. М. Кустодиева. Санкт — Петербург

- 2001 − Cерия анималистических скульптур. Муринский парк. Санкт — Петербург

## Скульптура Мыслитель. Сердце Тарханкута
Известная монументальная скульптура Александра Кита «Мыслитель. Сердце Тарханкута» была установлена на территории Тарханкутского парка (пос. Оленёвка) в августе 2013 года.
Скульптура представляет собой антропоморфную фигуру образованную тремя валунами. В центре скульптуры прорезано отверстие, в котором в рассветные и закатные часы оказывается заключено солнце. Так скульптура обретает «сердце» и символизирует единение человека и природы.
Форма скульптурных элементов напоминает форму гальки которой усыпано причерноморское побережье. Материал скульптуры — разновидность известняка (ракушечник) — так же усиливает связь с природой Крыма, так как добыча ракушечника осуществляется преимущественно в Крыму.
На стилистическом уровне Александр Кит обращается к формам первобытного и античного искусства. В частности, к формам кикладской скульптуры III—II тыс. до н. э. Так же принцип создания скульптур родственен с принципом создания мегалитических сооружений древности (Стоунхендж, Храмы Джгантия в Шаре), где валуны остаются на фиксированных местах посредством собственной тяжести. Аналоги упомянутых сооружений встречаются и в Крыму. На территории Республики Крым так же встречаются дольмены, сооружённые таврами — племенем, населяющем Крым примерно с X века до н. э. по III век н. э.
После установки скульптура была передана в дар природному парку Тарханкутский и в скором времени стала достопримечательностью регионального значения. Скульптура была тепло принята местной администрацией. Объект находится под охраной природного парка Тарханкутский.